# Giovanni Bagaini
Giovanni Bagaini (Varese, 4 marzo 1865 – Varese, 5 maggio 1940) è stato un giornalista italiano, fondatore del quotidiano Cronaca Prealpina.

## Biografia
Cresciuto a Varese, si trasferì a Milano per intraprendere gli studi di ragioneria. Lì iniziò a lavorare per il Pungolo di Leone Fortis.
Nel febbraio del 1885 fondò il settimanale l'Ape Varesina.
Dopo essersi arruolato nella fanteria e aver trascorso un periodo a Messina, fece ritorno a Varese e nel dicembre del 1888 fondò la Cronaca Prealpina , inizialmente bisettimanale, poi quotidiano dal 1891.
Nel 1914 collaborò con Benito Mussolini alla fondazione de Il Popolo d'Italia, aiutandolo a trovare una tipografia e inviandogli un linotipista.
Nel 1921, tuttavia, Bagaini si rifiutò di pubblicare la lista dei candidati del Blocco Nazionale e, il 20 aprile di quell'anno, la sede della Prealpina venne occupata da alcuni rappresentanti del partito fascista. Il direttore decise di abbandonare il giornale, anche se venne convinto a tornare pochi giorni dopo.
Egli partecipò attivamente alla battaglia per l'istituzione di Varese a capoluogo di provincia. Per questo motivo, essendo anche vicino il quarantesimo anniversario dalla fondazione della Cronaca Prealpina, ricevette nel dicembre del 1927 una medaglia d'oro dal Comune di Varese.
Bagaini continuò a firmare il giornale, pur senza avere più alcun potere decisionale, fino al 27 ottobre del 1928, quando venne cacciato dai fascisti e sostituito da Gino Cornali.
Riprese a collaborare con la Prealpina nel 1937, richiamato dal nuovo direttore Niccolò Giani.
Morì per un attacco cardiaco il 5 maggio del 1940 e venne sepolto nel Cimitero monumentale di Giubiano.
A Bagaini è intitolata una via del centro di Varese.